# Мумия (кинофраншиза)
«Мумия» (англ. The Mummy) — медиафраншиза в жанре хоррор-приключения, основанная на фильмах Universal Pictures о мумифицированном древнеегипетском жреце, который случайно воскрес, принеся с собой мощное проклятие, и последующих усилиях героических археологов, чтобы остановить его. Франшиза была создана Ниной Уилкокс Патнэм и Ричардом Шайером.

## Сводная таблицa всех фильмов
C 1932 по 2018 годы во фрaншизе вышли 19 фильмов и один мультсериал 2001—2003 годов. Планируются к выходу ещё как минимум 2 фильма. Первый из них намечен на 2026 год. 
| Нaзвaние                                          | Дата релиза                                       | Режиссёр                                          | Сценарист(ы)                                      | Сюжет                                             | Продюсер(ы)                                            |
| Оригинальный цикл (в рамках «Классической серии») | Оригинальный цикл (в рамках «Классической серии») | Оригинальный цикл (в рамках «Классической серии») | Оригинальный цикл (в рамках «Классической серии») | Оригинальный цикл (в рамках «Классической серии») | Оригинальный цикл (в рамках «Классической серии»)      |
| ------------------------------------------------- | ------------------------------------------------- | ------------------------------------------------- | ------------------------------------------------- | ------------------------------------------------- | ------------------------------------------------------ |
| Мумия                                             | 22 декабря 1932                                   | Карл Фройнд                                       | Джон Л. Балдерстон                                | Нина Патнэм и Ричард Шайер                        | Карл Леммле-мл.                                        |
| Рука мумии                                        | 20 сентября 1940                                  | Кристи Кабанн                                     | Гриффин Джей и Максвелл Шейн                      | Гриффин Джей                                      | Бен Пивар                                              |
| Гробница мумии                                    | 23 октября 1942                                   | Гарольд Янг                                       | Гриффин Джей и Генри Сачер                        | Нил Варник                                        | Бен Пивар                                              |
| Призрак мумии                                     | 30 июня 1944                                      | Реджинальд Ле Борг                                | Гриффин Джей, Генри Сачер и Бренда Вайсберг       | Гриффин Джей и Генри Сачер                        | Бен Пивар                                              |
| Проклятие мумии                                   | 22 декабря 1944                                   | Лесли Гудвинс                                     | Бернард Шуберт                                    | Леон Абрамс и Дуайт Бэбкок                        | Оливер Дрейк                                           |
| Эбботт и Костелло встречают Мумию                 | 23 июня 1955                                      | Чарльз Ламонт                                     | Джон Грант                                        | Ли Леб                                            | Говард Кристи                                          |
| Цикл фильмов студии Hammer                        |                                                   |                                                   |                                                   |                                                   |                                                        |
| Мумия                                             | 25 сентября 1959                                  | Теренс Фишер                                      | Джимми Сангстер                                   | Джимми Сангстер                                   | Майкл Каррерас                                         |
| Проклятие гробницы мумии                          | 18 октября 1964                                   | Майкл Каррерас                                    | Майкл Каррерас и Элвин Рaков                      | Майкл Каррерас и Элвин Рaков                      | Майкл Каррерас                                         |
| Саван мумии                                       | 15 марта 1967                                     | Джон Гиллинг                                      | Джон Гиллинг и Энтони Хайндс                      | Джон Гиллинг и Энтони Хайндс                      | Майкл Каррерас                                         |
| Кровь из гробницы мумии                           | 14 октября 1971                                   | Сет Холт                                          | Кристофер Уикинг                                  | Кристофер Уикинг                                  | Ховард Брэнди                                          |
| Вселенная Стивена Соммерса                        |                                                   |                                                   |                                                   |                                                   |                                                        |
| Основная трилогия                                 |                                                   |                                                   |                                                   |                                                   |                                                        |
| Мумия                                             | 7 мая 1999                                        | Стивен Соммерс                                    | Стивен Соммерс                                    | Стивен Соммерс, Ллойд Фонвьель и Кевин Жарр       | Джеймс Джекс и Шон Дэниел                              |
| Мумия возвращается                                | 4 мая 2001                                        | Стивен Соммерс                                    | Стивен Соммерс                                    | Стивен Соммерс                                    | Джеймс Джекс и Шон Дэниел                              |
| Мумия: Гробница императора драконов               | 1 августа 2008                                    | Роб Коэн                                          | Альфред Гоф и Майлз Миллар                        | Альфред Гоф и Майлз Миллар                        | Джеймс Джекс, Шон Дэниел, Боб Дюксей и Стивен Соммерс  |
| Серия спин-оффов про Царя Скорпионов              |                                                   |                                                   |                                                   |                                                   |                                                        |
| Царь скорпионов                                   | 19 апреля 2002                                    | Чак Рассел                                        | Стивен Соммерс, Уильям Осборн и Дэвид Хейтер      | Стивен Соммерс и Джонатaн Хейлз                   | Джеймс Джекс, Шон Дэниел, Кевин Мишер и Стивен Соммерс |
| Царь скорпионов 2: Восхождение воина              | 19 августа 2008 (DVD)                             | Рассел Малкэхи                                    | Рэндалл Маккормик                                 | Рэндалл Маккормик                                 | Джеймс Джекс и Шон Дэниел                              |
| Царь скорпионов 3: Книга мёртвых                  | 10 января 2012 (DVD)                              | Роэль Рейне                                       | Брендан Коулз и Шейн Кун                          | Рэндалл Маккормик                                 | Лесли Белзберг                                         |
| Царь скорпионов 4: Утерянный трон                 | 6 января 2015 (DVD)                               | Майк Эллиотт                                      | Майкл Вайс                                        | Майкл Вайс                                        | Майк Эллиот и Огден Гавански                           |
| Царь скорпионов 5: Книга душ                      | 23 октября 2018 (DVD)                             | Дон Майкл Пол                                     | Дэвид Хеджес и Фрэнк Деджон                       | Дэвид Хеджес и Фрэнк Деджон                       | Майк Эллиот                                            |
| Перезапуск (в рaмкaх «Тёмной вселенной»)          |                                                   |                                                   |                                                   |                                                   |                                                        |
| Мумия                                             | 9 июня 2017                                       | Алекс Куртцман                                    | Дэвид Кепп, Кристофер Маккуорри и Дилан Куссман   | Джон Спэйтс, Алекс Куртцман и Дженни Люмет        | Алекс Курцман, Крис Морган, Шон Дэниел и Сара Брэдшоу  |
| Перезапуск с New Line Cinema                      |                                                   |                                                   |                                                   |                                                   |                                                        |
| Мумия                                             | 17 апреля 2026                                    | Ли Кронин                                         | Ли Кронин                                         | Ли Кронин                                         | Джеймс Ван, Джейсон Блам и Джон Кэвил                  |
| Перезапуск серии о Царе скорпионов                |                                                   |                                                   |                                                   |                                                   |                                                        |
| Царь скорпионов                                   | TBA                                               | TBA                                               | Джонатан Герман                                   | Джонатан Герман                                   | Дэни Гарсия, Хирам Гарсия и Дуэйн Джонсон              |

| Мультсериaл (в рaмкaх альтернативного таймлайна вселенной Стивена Соммерса) | Мультсериaл (в рaмкaх альтернативного таймлайна вселенной Стивена Соммерса) | Мультсериaл (в рaмкaх альтернативного таймлайна вселенной Стивена Соммерса) | Мультсериaл (в рaмкaх альтернативного таймлайна вселенной Стивена Соммерса) | Мультсериaл (в рaмкaх альтернативного таймлайна вселенной Стивена Соммерса) |
| Нaзвaние                                                                    | Cезон                                                                       | Эпизоды                                                                     | Премьерный показ                                                            | Премьерный показ                                                            |
| Нaзвaние                                                                    | Cезон                                                                       | Эпизоды                                                                     | Премьера сезона                                                             | Финал сезона                                                                |
| --------------------------------------------------------------------------- | --------------------------------------------------------------------------- | --------------------------------------------------------------------------- | --------------------------------------------------------------------------- | --------------------------------------------------------------------------- |
| Мумия                                                                       | 1                                                                           | 13                                                                          | 29 сентября 2001                                                            | 16 февраля 2002                                                             |
| Мумия                                                                       | 2                                                                           | 13                                                                          | 15 февраля 2003                                                             | 7 июня 2003                                                                 |

## Оригинальная серия (1932—1955)
Оригинальный кино-сериал из 6 фильмов, снятых студией Universal. Главные роли играли «звезда фильмов ужасов» Борис Карлофф и Лон Чейни-Младший. Выходил с 1932 по 1955[уточнить] год:
- Мумия (The Mummy), 1932 года. Картина рассказывает о древнем жреце Имхотепе, мумия которого ожила в наши дни.

- Рука мумии (The Mummy’s Hand), 1940 года. Не является прямым продолжением первого фильма, однако в картине в центре сюжета вновь оказывает воскресшая мумия. В этой версии воскрешается фараон Харис (его роль сыграл Том Тайлер). Некоторые сцены-флэшбэки используют кадры с Борисом Карлоффом.

- Гробница мумии (The Mummy’s Tomb), 1942 года. Прямое продолжение картины 1940 года. На съёмках Том Тайлер заменил Лона Чейни-Младшего и снялся в двух следующих фильмах серии. Однако в сценах флэшбэков были использованы кадры с участием Чейни.

- Призрак мумии (The Mummy’s Ghost), 1944 года. Прямое продолжение картины 1942 года.

- Проклятие мумии (The Mummy’s Curse), 1944 года. Прямое продолжение картины 1944 года.

- Эбботт и Костелло встречают Мумию (Abbott and Costello Meet the Mummy) (1955).

## Фильмы студииHammer(1959—1971)
В 1959 году британская студия Hammer Film Productions начала выпуск собственных фильмов о проклятой мумии:
- Проклятье фараонов (The Mummy), 1959 года. Действие картины происходит в 1895 году. В главных ролях снялись Питер Кашинг и Кристофер Ли в роли Хариса. Сюжет фильм основан на сценарии двух фильмов студии Universal — Рука мумии  и Гробница мумии.

- Проклятие гробницы мумии (The Curse of the Mummy’s Tomb), 1964 года. Дикки Оуэн сыграл роль мумии Ра-Антефа.

- Саван мумии (The Mummy’s Shroud), 1966 года. Эдди Пауэлл сыграл роль мумии Према.

- Кровь из могилы мумии (Blood from the Mummy’s Tomb), 1971. Фильм основан на романе Брэма Стокера 1903 года под названием Жемчужина семи звёзд (англ. The Jewel Of Seven Stars). Валери Леон сыграла принцессу Теру и её инкарнацию — Маргарет Фахс.

## СерияСтивена Соммерса(1999—2018)

### Трилогия про Мумию
Первоначально планировалось, что ремейк будет больше походить на фильм ужасов и главным кандидатом на место режиссёра был Клайв Баркер. По задумке Баркера, главным героем картины должен был стать глава музея искусств, который также являлся членом тайной секты, пытающегося воскресить мумию. Предполагалось, что картина будет мрачным фильмом ужасов с элементами эротики. Кроме того, фильм должен был стать малобюджетным.
Однако студии Universal больше пришлась по душе история, рассказанная в сценарии Стивена Соммерса — в итоге он и снял фильм, сюжет которого был основан на классике, но не следовал ему дословно. Фильм вышел более разнообразным по жанру и включал в себя элементы фильмов ужасов, комедии и семейной приключенческой картины. Было использовано множество специальных эффектов и трюков. Фильм стал блокбастером и породил сиквелы про мумию, включая спин-оффы про Царя скорпионов.
- Мумия (The Mummy), 1999 года. Действие происходит в 1923 году. Рик О’Коннелл — американский искатель приключений находит в пустыне Хамунаптру — город мёртвых. Три года спустя он возвращается на место своего открытия с очаровательной девушкой-библиотекарем Иви Карнэган и её братом Джонатаном. Иви случайно оживляет мумию жреца Имхотепа.

- Мумия возвращается (The Mummy Returns), 2001 года. Действие происходит в 1933 году. Мумия жреца вновь воскрешена, и теперь Имхотеп охотится за Браслетом Анубиса, который случайно оказался на руке 8-летнего сына Рика и Иви, Алекса.

- Мумия: Гробница императора драконов (The Mummy: Tomb of the Dragon Emperor), 2008 года. Действие происходит в 1946 году. В центре сюжета оказывается подросший Алекс, столкнувшийся с ожившей мумией императора Цинь Шихуанди (его роль сыграл Джет Ли).

| Фильм                               | Критики             | Критики          | Зрители     |
| Фильм                               | Rotten Tomatoes     | Metacritic       | CinemaScore |
| ----------------------------------- | ------------------- | ---------------- | ----------- |
| Мумия                               | 61 % (101 рецензия) | 48 (34 рецензий) | B           |
| Мумия возвращается                  | 47 % (141 рецензия) | 48 (31 рецензия) | A−          |
| Мумия: Гробница императора драконов | 13 % (177 рецензий) | 31 (33 рецензия) | B−          |

### Спин-оффы о Царе скорпионов
Помимо трилогии Стивена Соммерса про мумию также было снято несколько спин-оффов о Царе скорпионов, который впервые появляется в фильме Мумия возвращается:
- Царь скорпионов (The Scorpion King), 2002 года. Действие происходит за 5 тысяч лет до событий фильма Мумия возвращается. Сюжет рассказывает о том, как он Матаес стал царём скорпионов. В главной роли снялся киноактёр Дуэйн «Скала» Джонсон.

- Царь скорпионов 2: Восхождение воина (The Scorpion King 2: Rise Of A Warrior), 2008 года. Продолжение фильма, который является приквелом, то есть описывает события, предшествовавшие первой части[11].

- Царь скорпионов 3: Книга мёртвых (The Scorpion King 3: Battle for Redemption), 2011. Картина вышла сразу на DVD и Blu-ray в 2011 году. Роль Матаеса исполнил актёр Виктор Вебстер[12].
- Царь скорпионов 4: Утерянный трон (The Scorpion King 4: Quest for Power), 2015. Продолжение (DVD) фильма 2015 года.

- Царь скорпионов 5: Книга душ (Scorpion King: Book of Souls), 2018. Продолжение (DVD) фильма 2018 года.

### Хронологический порядок фильмов
Основная временная линия
- Царь скорпионов 2: Восхождение воина
- Царь скорпионов
- Царь скорпионов 3: Книга мёртвых
- Царь скорпионов 4: Утерянный трон
- Царь скорпионов 5: Книга душ
- Мумия
- Мумия возвращается
- Мумия: Гробница императора драконов

Не входит в преемственность
- Мумия (мультсериал)

## Тёмная вселенная
- Мумия (The Mummy), 2017 года. Сюжет фильма повествует о египетской принцессе Аманет, которую в наказание за сделку с богом смерти Сетом и убийство своей семьи похоронили заживо. Её мумия спустя тысячелетия в наше время освобождается из заточения и начинает мстить. Роль Аманет сыграла София Бутелла.